# Droga wojewódzka 887
Die Droga wojewódzka 887 (DW 887) ist eine 38 Kilometer lange Droga wojewódzka (Woiwodschaftsstraße) in der polnischen Woiwodschaft Karpatenvorland, die Brzozów mit Daliowa verbindet. Die Strecke liegt im Powiat Brzozowski und im Powiat Krośnieński.

## Streckenverlauf
Woiwodschaft Karpatenvorland, Powiat Brzozowski
-  Brzozów (DW 886)
- Humniska
- Turze Pole
- Jasionów
- Buków
- Trześniów

Woiwodschaft Karpatenvorland, Powiat Krośnieński
- Bzianka
- Milcza
- Wróblik Szlachecki
- Ladzin
-  Rymanów (DK 28)
- Posada Górna
- Rymanów-Zdrój
- Deszno
- Bałucianka
- Królik Polski
- Szklary
-  Daliowa (DW 897)